# Broadwell微架構
Broadwell是英特爾（Intel）於2015年1月在消費性電子展（CES）發表的處理器架構代號，是tick-tock模式中Haswell微架構的14nm製程改進版本。移动及伺服器领域为主，桌面领域为辅，而且沒有零售版。
Broadwell將會採用多晶片模組設計。電壓調節模組可能會從CPU分離出來，以減少熱量的產生。
Broadwell可配合Intel 9系芯片組使用。

## 使用領域
Broadwell會有三個主要版本：
- LGA 1150:
  - Broadwell-C: 用於桌上型電腦的版本，不鎖倍頻及Iris Pro內顯，如i7-5775C及i5-5675C
- BGA封裝:
  - Broadwell-R: 用於桌上型電腦的版本，規格與Broadwell-C一樣，不同的是無法超頻
  - Broadwell-H: 37W或47W TDP，配合9系晶片組用於高性能筆記本電腦（遊戲本、工作站）。最大支持32GB LPDDR3-1600。[7]
  - Broadwell-U: 15W或28W TDP系統單晶片（SoC），用於Ultrabook及Intel NUC。包括GT3, GT2, GT1 GPU ，最大支援16GB或8GB LPDDR3-1866[8]最近於CES 2015上推出。
  - Broadwell-Y: 4.5W或3.5W TDP系統單晶片（SoC），用於平板電腦及Ultrabook。GPU部份為GT2，最大支援8GB LPDDR3-1600。于2014年第四季度推出，使用CORE M作为品牌。[7]

- LGA 2011:
  - Broadwell-EP: 即是Xeon E5-2600 v4，配合代號Wellsburg PCH使用。最多22核44線程，45MB快取及40條PCIe 3.0總線，70-160W TDP，支持四通道DDR4-2400。[9]
  - Broadwell-EX: Brickland 平台，關鍵任務伺服器（mission-critical server）使用。快速通道互聯（QPI）會更新到1.1版本，支持DDR3-1600至DDR4-3200。[10][11]
  - Broadwell-E:用於桌上型發燒級，於2016年6月初登場，可向下相容X99主機板(需要BIOS更新)。最高核心數為10。Broadwell-E擁有四種型號，分別為6950X、6900K、6850K及6800K

## 新增的指令集
Broadwell會加入一些新的指令集架構：
- ADOX, ADCX and MULX 改善高精度整數操作的效能[14]
- RDSEED 用來生成16位、32位或64位的隨機數，基於NIST SP 800-90B及800-90C[15]
- PREFETCHW 指令[15]

## 路線圖
2013年9月10日，Intel在Intel開發者論壇上展示14nm處理器的樣板。Intel行政總裁Brian Krzanich聲稱（相比Haswell）新芯片將令電力消耗會有30%的改善。
2013年10月21日，一幅Intel路線圖顯示K系Broadwell處理器和Haswell refresh處理器將一同於2014年末到2015年初推出。這跟9系晶片組推出的時間吻合，由於LGA 1150供電要求的改變，新處理器可能必須配合新的9系晶片組一同使用。
2014年移動版處理器的路線圖還未有發布。不過，已知伺服器處理器Broadwell-E/EP/EX將會於2015年推出。
2014年9月推出平板、Ultra book專用的Core M處理器，但是使用Core M的產品預計在聖誕節前後出貨、2015年市場上才會有大量產品。
2015年1月6日推出用於筆記本電腦的Broadwell-U處理器，6月18日推出用於桌上型電腦的Broadwell-C處理器。
2016年5月31日於台北Computex 2016活動中正式推出Broadwell-E系列處理器。兼容X99晶片主機板，只是必須更新BIOS。